# William Carmichael

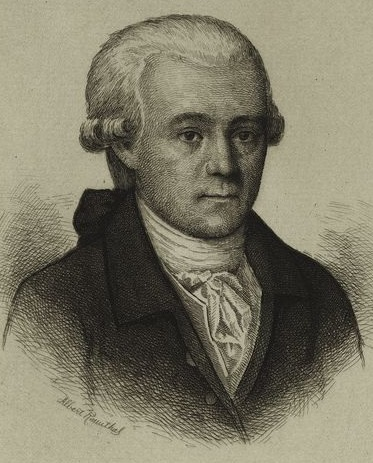
William Carmichael

William Carmichael (* um 1739 im Queen Anne’s County, Province of Maryland; † 9. Februar 1795 in Madrid, Spanien) war ein US-amerikanischer Politiker und Diplomat. In den Jahren 1778 und 1779 war er Delegierter für Maryland im Kontinentalkongress.

## Werdegang
William Carmichael wurde um das Jahr 1739 auf dem Familiensitz Round Top in Maryland geboren. Er studierte unter anderem an der University of Edinburgh in Schottland. Nach einem Jurastudium und seiner Zulassung als Rechtsanwalt begann er in Centreville in diesem Beruf zu arbeiten. In den 1770er Jahren schloss er sich der Revolutionsbewegung an. Beim Ausbruch des Unabhängigkeitskrieges  hielt er sich gerade in der britischen Hauptstadt London auf. Von dort ging er nach Paris und dann nach Berlin, wo er jeweils im Auftrag des Kontinentalkongresses um Unterstützung für die amerikanische Sache warb. Im Februar 1778 kehrte er nach Maryland zurück, wo er zum Delegierten für den Kontinentalkongress bestimmt wurde. Dieses Mandat übte er in den Jahren 1778 und 1779 aus.
Dort fühlte er sich aber nicht wohl. Sein wahres Interesse lag auf diplomatischem Gebiet. Im Jahr 1779 wurde er an die amerikanische Gesandtschaft in Madrid entsandt. Dort war er zunächst Sekretär des US-Gesandten John Jay. Dann wurde er dessen Nachfolger. Dieses Amt bekleidete er zwischen 1782 und 1794. Aus gesundheitlichen Gründen musste er die Position im Jahr 1794 aufgeben; sein Nachfolger wurde William Short. Er starb am 9. Februar 1795 in Madrid.
1780 wurde er zum Mitglied der American Philosophical Society gewählt.